# 大和きくな

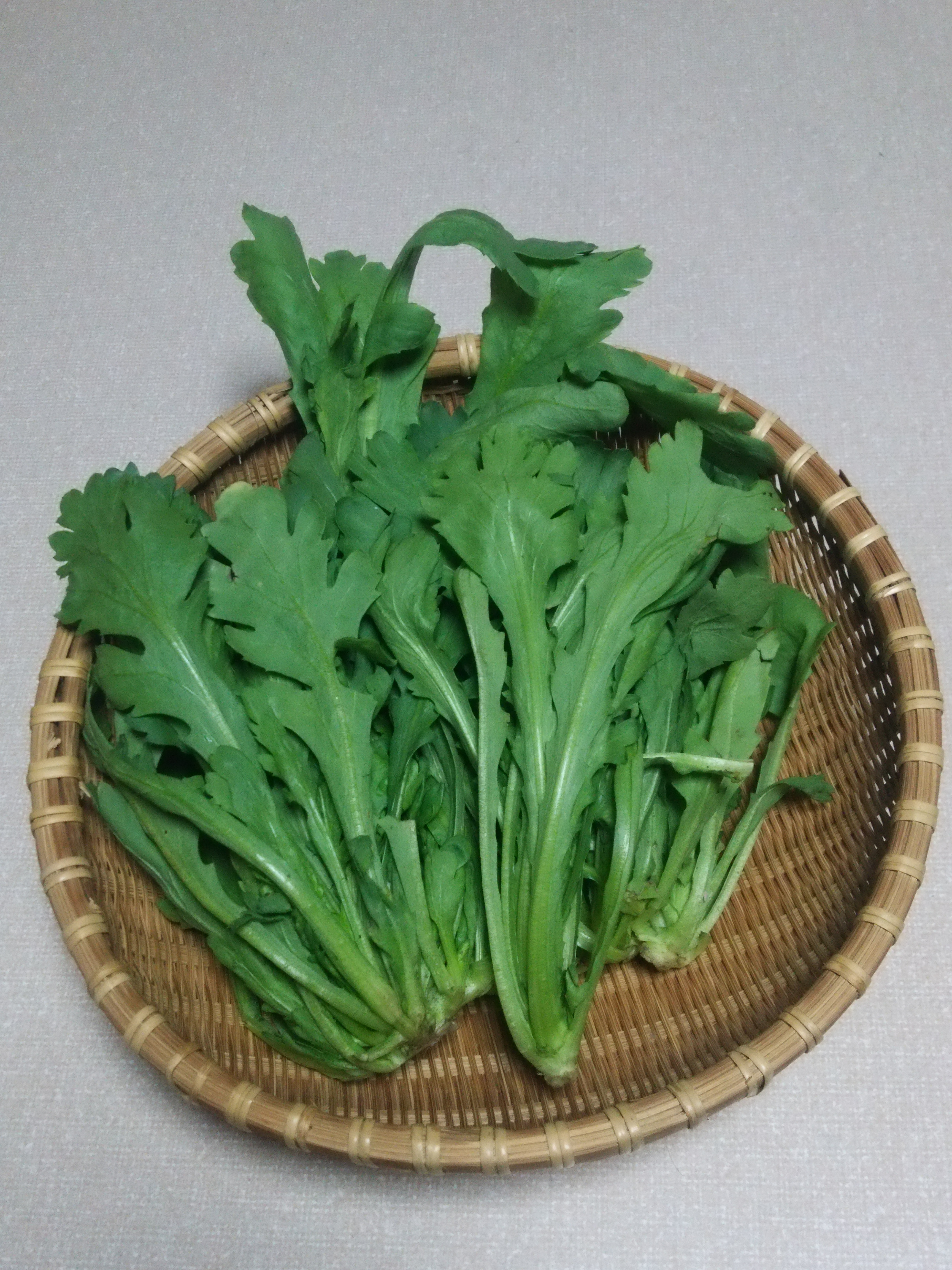
奈良県の伝統野菜「大和きくな」

大和きくな（やまときくな）は、奈良県で栽培されるキク科の葉物野菜である。
「菊菜」とは、「春菊」の関西での呼び方で、「大和きくな」は奈良県在来のシュンギクの品種である。
県内で古くから栽培され、親しまれてきた伝統野菜の一つとして、奈良県 により「大和野菜」に認定されている。

## 歴史
シュンギクは、地中海沿岸原産のハナゾノシュンギクが東アジアで食用にされたものと考えられている。大陸から日本に渡来したのは、1666年 （寛文6年）初版の『訓蒙図彙（きんもうずい）』中村惕斎（なかむらてきさい）編に「春菊」として掲載されていることから、遅くとも江戸時代初期であることが確認できる。
西日本を中心に栽培されてきた。
中大葉系の大和きくなは、奈良県北部の農家が受け継いできた品種で、奈良県で選抜されたものが全国に広まる原形となった。「中村系春菊」と呼ばれることもある。
2006年（平成18年）12月20日、奈良県により大和の伝統野菜として「大和野菜」に認定された。

## 特徴
- 大和きくなには、奈良市、天理市などで栽培される中大葉系と、宇陀郡曽爾村などで栽培される中葉系がある。
- 中大葉系は、葉の切れ込みが深い中葉系と、独特の香気が柔らかく葉の切れ込みが少ない大葉系、両方の特徴をもつ。
- 中葉系は、株張り型で葉の切れ込みが深く香気が強い。
- 色はみずみずしい緑色で、葉は肉厚、独特の香りがあり、市場での評価が高い葉物野菜である。
- 移植に適さないので直播き栽培とする。
- 畝幅15cm程度で種が重なる程度に筋まきする。好光性種子なので、種子がかろうじて隠れる程度に浅く土をかぶせる｡
- 乾燥しない程度に灌水するが、成長後に上から灌水すると病気や倒伏の可能性があるので、株元に潅水する。
- 霜、高温、抽苔に注意を要するが、生育が早く、周年を通じて栽培は容易である。

## 産地
奈良県奈良市、天理市をはじめとする大和盆地や宇陀市、宇陀郡曽爾村などで生産される。

## 利用法
露地物は10月から2月が旬である。
他のシュンギクと比較して、肉厚でみずみずしい葉は、シャキシャキとした歯ごたえと、新鮮な菊の香気があり、冬を代表する味覚と言える。
柔らかくて、あくが少ないので、茎から葉まで生でも食べることができる。
鍋物やすき焼き、おひたし、白和え、胡麻和え、天ぷら、味噌汁の具材のほか、サラダやパスタなど幅広い料理に使える。
現在は、ハウス栽培によって通年出荷されていて、季節を問わず楽しむことができる。

## その他
- 原産地のヨーロッパではもともと観賞用の植物で、抽苔すればきれいな黄色の花を咲かせる｡
- 2015年（平成27年）1月に創設された大相撲の優勝力士に贈られる奈良県知事賞の副賞として、大和きくなをはじめ奈良県産食材を使った「ちゃんこ大和づくし」300人前が贈られることになった[2]。